# メキシカーナ航空801便墜落事故
メキシカーナ航空801便墜落事故は、1969年9月21日にメキシコシティで発生した航空事故である。シカゴ・オヘア国際空港からベニート・フアレス国際空港へ向かっていたメキシカーナ航空801便（ボーイング727-64）が着陸時に滑走路の手前に墜落し、乗員乗客118人中27人が死亡した。

## 事故の経緯
801便はシカゴ・オヘア国際空港からベニート・フアレス国際空港へ向かう国際定期旅客便だった。乗客の多くはアメリカ人観光客だった。
現地時間17時20分頃、801便はベニート・フアレス国際空港の滑走路23LへILS進入を行っていた。機体は突然高度を失い始め、滑走路から1.5km地点で前方部と前脚が鉄道用の盛り土に激突し、浮かび上がった。パイロットはエンジン出力を上げたが801便は制御不能に陥り、滑走路手前の沼地に墜落した。衝撃により機体は3つに分断され、複数の乗客が機外に投げ出された。
乗員乗客118人中26人が死亡し、91人が負傷した。うち重傷者5人を含む56人が病院に搬送され、1人がその後死亡した。生存者の1人である客室乗務員の女性は1986年に発生したメキシカーナ航空940便墜落事故に巻き込まれ死亡した。

## 事故調査
残骸から、ギアが降ろされた状態で、フラップが30度に設定され、水平尾翼は10.25度の機首上げ位置に設定されていたことが判明した。
フライトデータレコーダー（FDR）は回収され、ワシントンに送られた。しかし、事故の2日前に技術者が正規の手順に従って設置しなかったためデータは記録されていなかった。また、同じ技術者がコックピットボイスレコーダー（CVR）を取り外した後、代わりの物を設置していなかったためCVRは未搭載の状態だった。そのため事故原因は特定できなかった。